# Amebelodontidae
Amebelodontidae — вимерла родина хоботних, що існувала в міоцені-пліоцені (16-2,5 млн років тому). Родина виникла у Євразії та поширилась також в Африці та Північній Америці.

## Опис
Amebelodontidae були схожі на сучасних слонів, проте мали чотири бивня. Верхні бивні були вкорочені і спрямовані косо вперед і вниз. У витягнутій нижній щелепі обидва плоскі передні різці були зрослими і перетворилися на своєрідну лопатку. Amebelodontidae досягали завдовжки до 6 м і заввишки 2-3 м. Ці тварини жили в стадах і важили до 4,5 тонн.

## Класифікація
Протягом всього XX століття таксон класифікований як підродина Amebelodontinae у родині гомфотерієвих (Gomphotheriidae). У 2016 році таксон підвищено до статусу родини Amebelodontidae, яка відокремилася від ранніх базальних гомфотерієвих.

### Роди
- †Afromastodon Pickford, 2003
- †Amebelodon Barbour, 1927
- †Aphanobelodon Wang, Deng, Ye, He, and Chen, 2016
- †Archaeobelodon Tassy, 1984
- †Eurybelodon Lambert, 2016
- †Konobelodon Lambert, 1990
- †Platybelodon Borissiak, 1928
- †Progomphotherium Pickford, 2003
- †Protanancus Arambourg, 1945
- †Serbelodon Frick, 1933
- † Stenobelodon Lambert, 2023
- †Torynobelodon Barbour, 1929